# Натаниэль Бампо
Натаниэль (Натти) Бампо — литературный персонаж, главный герой историко-приключенческой пенталогии Фенимора Купера. Впервые появляется в романе «Зверобой».
Охотник, знаток индейских обычаев. Известен под прозвищами Кожаный Чулок, Зверобой, Соколиный (Ястребиный) Глаз, Следопыт, Длинный Карабин. Образ Натти Бампо вбирает в себя человека, прокладывающего тропинки и магистрали американской цивилизации и в то же время трагически переживающего крупные моральные издержки этого пути.

## Биография
Натаниэль родился в 1726—1727 году в Англии и вырос в семье отставного майора Эффингема, которому прислуживал на протяжении многих лет, сопровождая его во всех походах на Запад. Где, пристрастившись к лесам, и решил остаться.
В Америке его приняло племя делаваров, которые делили свои земли с поместьем Эффингемов, перешедшем впоследствии к Темплам. Бампо прожил долгую жизнь в районе Великих озёр, он славился как хороший охотник и храбрый воин. Верой и правдой ему служило великолепное ружьё «Оленебой» и две собаки. На первую тропу войны охотник вступил вместе со своим другом, могиканином Чингачгуком, с которым не расставался почти всю свою жизнь.
Он воевал с ирокезами, гуронами и французами. Его приключения происходили на берегах Великих Озёр, и после каждого у него появлялась пара-тройка верных друзей. Он был внимательным и честным, это помогало ему выходить из всех конфликтов целым и невредимым.
Книги ничего не сообщают о действиях Бампо во время войны за независимость США, хотя по своему возрасту, характеру и роду занятий он вряд ли мог избежать участия в ней.
Вопреки его собственным ожиданиям, он прожил очень долгую жизнь. После того как он нашёл своего господина, майора Эффингема, который вскоре скончался, и смерти Великого Змея, он отправился на юг, подальше от «стука топоров». Хотя и там его жизнь не была спокойной, несмотря на то, что из охотника он превратился в траппера. Верный «Оленебой» всё ещё служил ему. Решив помочь парню, желавшему спасти свою невесту из плена, Натти ввязался в серьёзную борьбу с племенем сиу и белыми поселенцами. На помощь Натти пришло племя Волков пауни.
Натаниэль скончался осенью 1805 года, вскоре после смерти своего верного пса Гектора, в племени Пауни, где его почитали за величайшую мудрость.
Прозвища
- Правдивый Язык (англ. Straight-Tongue) — присвоено делаварами за неспособность врать.
- Голубь (англ. The Pigeon) — присвоено делаварами за быстроту.
- Вислоухий (англ. Lap-Ear) — присвоено делаварами за умение находить дичь.
- Зверобой (англ. Deerslayer) — в молодости присвоено делаварами, как отличному охотнику, который, убив множество зверей, ещё ни разу не пролил человеческой крови[4].
- Соколиный Глаз (англ. Hawkeye) — присвоено Рысью, воином племени гуронов, за меткость и скорострельность[5].
- Длинный Карабин (фр. La Longue Carabine) — присвоено в честь обладания ружьём «Оленебой» (англ. Killdeer, в некоторых переводах — «Ланебой») с необычно длинным стволом. Бампо получил его в подарок от Джудит Хаттер[6].
- Следопыт (англ. Pathfinder) — присвоено за выдающиеся навыки в ориентации на местности[7].
- Кожаный Чулок (англ. Leatherstocking) — в романе «Пионеры». Прозвище дано местными жителями за необычную деталь одежды Бампо, не характерную для британцев — леггины из мягкой кожи.

## Романы
| Дата публикации | Время действия | Название романа                                       | Возраст Натаниэля Бампо | Оригинальное название      |
| --------------- | -------------- | ----------------------------------------------------- | ----------------------- | -------------------------- |
| 1841 год        | 1744 год       | «Зверобой, или Первая тропа войны»                    | 19 лет                  | «The Deerslayer»           |
| 1826 год        | 1757 год       | «Последний из могикан, или Повествование о 1757 годе» | 32 года                 | «The Last of the Mohicans» |
| 1840 год        | 1759 год       | «Следопыт, или На берегах Онтарио»                    | 34 года                 | «The Pathfinder»           |
| 1823 год        | 1793—1794 годы | «Пионеры, или У истоков Саскуиханны»                  | 68-69 лет               | «The Pioneers»             |

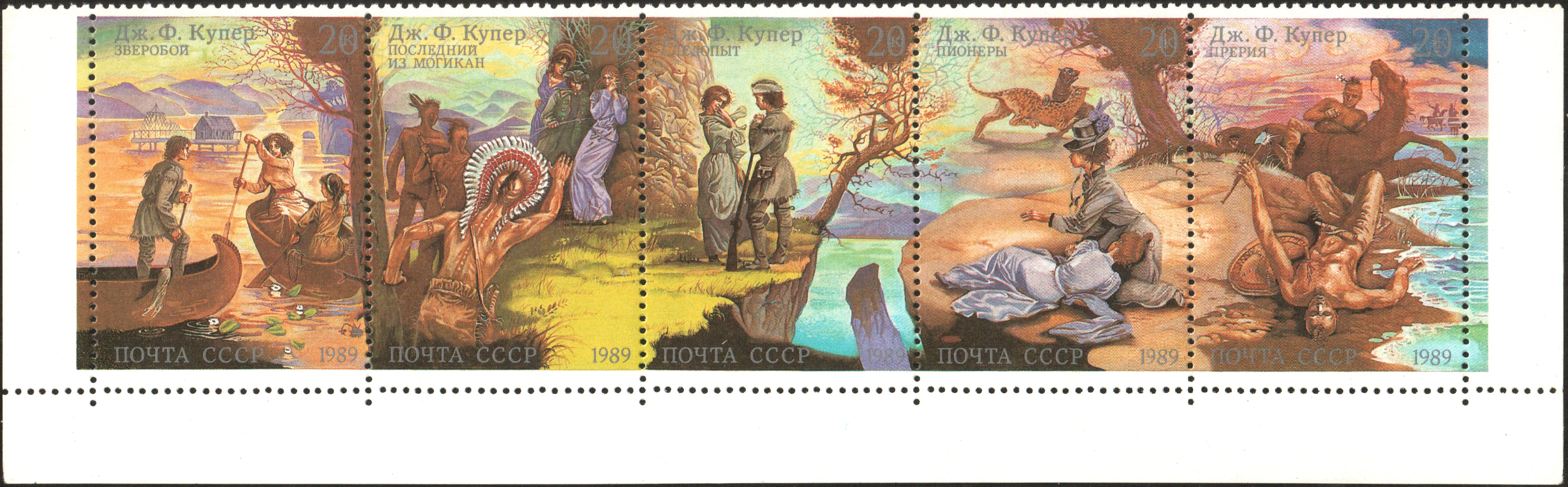
Марки СССР, 1989 г. Рисунки по сюжетам произведений Ф. Купера, в которых присутствовал Натаниэль Бампо

| 1827 год        | 1804—1805 годы | «Прерия», иначе «Степи»                               | 79-80 лет               | «The Prairie»              |